# Open Society Foundations
Le Open Society Foundations (OSF), già Open Society Institute, sono una rete di fondazioni internazionali fondate dal magnate George Soros. Le Open Society Foundations sostengono finanziariamente i gruppi di società civile in tutto il mondo, con l'obiettivo dichiarato di promuovere la giustizia, l'istruzione, la sanità pubblica e i media indipendenti.
L'OSF ha filiali in 37 paesi, incluse un gruppo di fondazioni nazionali e regionali, come la Open Society Initiative for West Africa, e la Open Society Initiative for Southern Africa; la sua sede si trova a New York.
Dalla sua fondazione nel 1993, OSF ha elargito donazioni per oltre 11 miliardi di dollari.  Il nome del gruppo societario è ispirato dal libro di Karl Popper del 1945 The Open Society and Its Enemies.

## Storia
Il 28 maggio 1984 Soros ha firmato un contratto tra la Fondazione Soros (New York) e l'Accademia ungherese delle scienze, il documento fondatore della Fondazione Soros Budapest. Questo è stato seguito da diverse fondazioni nella regione per aiutare i paesi nella transizione dal sistema dei paesi dell'est europeo.
Nel 1991 la Fondazione Soros si fonde con la Fondation pour une Entraide Intellectuelle Européenne, affiliata del Congresso per la Libertà Culturale, creata nel 1966 per formare in atto "scienziati non conformisti" dell'Europa orientale con idee anti-totalitarie e capitalistiche.
L'Open Society Institute è stato infine creato negli Stati Uniti d'America nel 1993 per sostenere le fondazioni Soros nell'Europa centrale e orientale e nell'ex Unione Sovietica.
Nell'agosto 2010, ha iniziato a utilizzare il nome Open Society Foundations (OSF)  per riflettere meglio il suo ruolo di finanziatore di gruppi di società civile in tutto il mondo.
Soros ritiene che non vi siano risposte assolute alle questioni politiche poiché vi applica lo stesso principio di riflessività come nei mercati finanziari.
Nel 2012, Christopher Stone è entrato a far parte di OSF come secondo presidente. Ha sostituito Aryeh Neier, che era stato presidente dal 1993 al 2012. Stone ha annunciato nel settembre 2017 che avrebbe lasciato il posto da presidente.
Nel 2016, l'OSF è stato obiettivo di una violazione della sicurezza informatica. I documenti e le informazioni riportati appartenenti all'OSF sono stati pubblicati da un sito web. La violazione della sicurezza informatica è apparsa condividere somiglianze con i cyberattacchi russi ad altre istituzioni, come il Comitato Nazionale Democratico.

## Attività

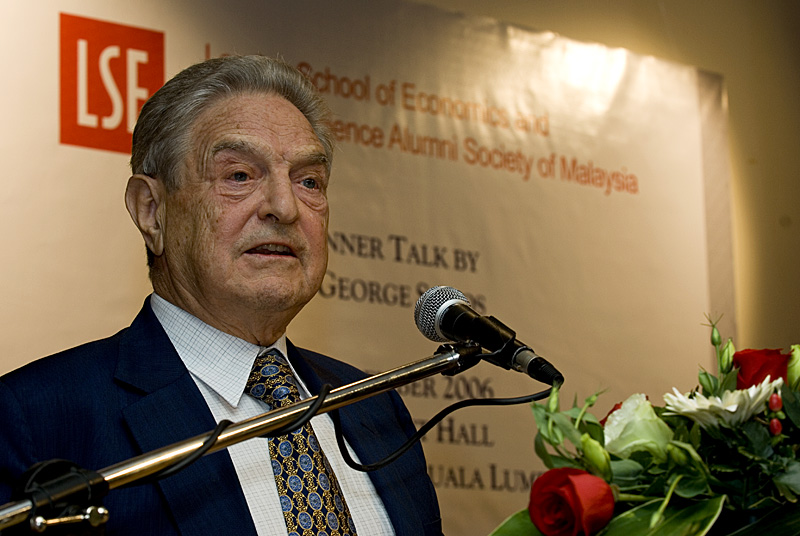
George Soros alla 47ª Munich Security Conference nel 2011

Le Open Society Foundations hanno registrato una spesa annua di 827 milioni di dollari nel 2014. Il suo budget di 873 milioni di dollari nel 2013 era classificato come il secondo bilancio per la filantropia privata negli Stati Uniti, dopo la Bill and Melinda Gates Foundation.
Secondo il sito web delle fondazioni, le spese per il periodo 1993-2014 hanno compreso:
- 2,9 miliardi di dollari per difendere i diritti umani, in particolare i diritti delle donne; delle minoranze etniche, razziali, religiose e sessuali; dei tossicodipendenti; e dei lavoratori del sesso;
- 2,1 miliardi di dollari per l'istruzione;
- 1,6 miliardi di dollari per lo sviluppo della democrazia nell'Europa orientale e nell'ex Unione Sovietica;
- 1,5 miliardi di dollari negli Stati Uniti per promuovere la riforma della giustizia penale, della politica della droga, delle cure palliative, dell'istruzione, dell'immigrazione, l'uguaglianza dei diritti e la governance democratica;
- 737 milioni di dollari per questioni di salute pubblica come l'HIV e l'AIDS, la tubercolosi, le cure palliative, la riduzione del danno e i diritti dei pazienti;
- 214 milioni di dollari per promuovere i diritti delle comunità rom in Europa.

Le spese nel 2014 comprendono:
- $ 277,3 milioni - diritti e giustizia
- $ 238,0 milioni - governance e responsabilità
- $ 116,0 milioni - amministrazione
- $ 91,7 milioni  - Istruzione e gioventù
- $ 60,0 milioni - Salute
- $ 43,8 milioni - Media e informazione.

All'interno di questi totali, l'OSF ha riferito di elargire almeno 33 milioni di dollari alle organizzazioni per i diritti civili e la giustizia sociale negli Stati Uniti. Questo finanziamento comprendeva gruppi come l'Organization for Black Struggle e i Missourians Organizing for Reform and Empowerment che sostenevano le proteste in seguito agli omicidi di Trayvon Martin, Eric Garner, Tamir Rice e Michael Brown. Secondo il Center for Responsive Politics, l'OSF spende gran parte delle sue risorse sulle cause democratiche in tutto il mondo e ha anche contribuito a gruppi come la Tides Foundation.
OSF è stato un importante sostenitore finanziario della riforma dell'immigrazione Usa, incluso un percorso alla cittadinanza per gli immigrati irregolari.
I progetti OSF hanno incluso la National Security and Human Rights Campaign e il Lindesmith Center, che ha condotto ricerche sulla riforma delle politiche sulla droga.
Il Programma dei Visitatori dei Fondatori della Fondazione Soros della Biblioteca del Congresso è stato avviato nel 1990.

## Critiche
Nel 2007, Nicolas Guilhot (associato di ricerca al CNRS) ha dichiarato che le Open Society Foundations servono a perpetuare le istituzioni che rafforzano l'ordine sociale esistente. Guilhot, scrivendo per la rivista Critical Sociology, collega le attività di Soros alla storia della filantropia capitalista mantenuta tra la Fondazione Ford e la Fondazione Rockefeller. Guilhot sostiene che il controllo sulle scienze sociali da parte di interessi economici ha depoliticizzato questo campo e rafforzato una visione capitalistica della modernizzazione. Guilhot sostiene che, nonostante le critiche al malfunzionamento del libero mercato, Soros sia in realtà un neoliberista che ritiene che i mercati competitivi siano il modo migliore per organizzare la società.
Le iniziative di OSF nel 2008 nella regione dei Grandi Laghi africani, volte a diffondere la consapevolezza dei diritti umani tra le prostitute in Uganda e in altre nazioni della zona non furono accolte bene dalle autorità ugandesi, che le consideravano volte a legalizzare e legittimare la prostituzione.
Le Open Society Foundation sono state criticate dalle pubblicazioni filo-israeliane Tablet Magazine, Arutz Sheva e Jewish Press, per aver finanziato i gruppi di attivisti Adalah e I'lam, che sono tali pubblicazioni sono antisionisti e sostengono la strategia di Boycott, Divestment and Sanctions. 
Tra i documenti rilasciati da DCleaks, in un rapporto OSF si legge: "Per vari motivi abbiamo voluto costruire un portafoglio diversificato di sovvenzioni che si occupano di Israele e Palestina, finanziando sia gruppi di ebrei israeliani sia di palestinesi cittadini israeliani, così come costruire un portafoglio di sovvenzioni palestinesi e in tutti i casi mantenere un profilo basso e una relativa distanza - in particolare sul fronte dell'advocacy." 
Il gruppo israeliano NGO Monitor ha pubblicato una relazione che sostiene: "Soros è stato un frequente critico della politica del governo israeliano e non si considera sionista, ma non vi è alcuna prova che egli o la sua famiglia detengano alcuna ostilità o opposizione specifica all'esistenza dello Stato di Israele. Questa relazione mostrerà che il loro sostegno e quello della Fondazione Open Society sono comunque andati ad organizzazioni che hanno tale agenda". Secondo la relazione, il suo obiettivo è quello di informare l'OSF, sostenendo: "L'evidenza dimostra che i finanziamenti OSF contribuiscono in modo significativo alle campagne anti-israeliane in tre aspetti importanti: 1. attivi nella "strategia di Durban"; 2. Finanziamenti volti a indebolire l'aiuto statunitense per Israele spostando l'opinione pubblica in merito al conflitto israelo-palestinese e all'Iran; 3. Finanziamento a gruppi israeliani di opposizione politica ai margini della società israeliana che usano la retorica dei diritti umani per sostenere obiettivi politici marginali". La relazione conclude: "Tuttavia, a quale grado Soros, la sua famiglia e la Fondazione Open Society sono consapevoli dell'impatto cumulativo su Israele e della battaglia politica condotta da molti dei loro beneficiari è una domanda aperta."
Nel 2017, le Open Society Foundations e altre ONG collegate sono state interpretate come ostili da parte dei nuovi governi insediati, generalmente di centro-destra, e ancor più in forza della nuova politica USA ad opera dell'Amministrazione Trump. Diversi politici dell'Europa orientale, tra cui Liviu Dragnea in Romania, Németh Szilárd István in Ungheria, e Nikola Gruevski in Macedonia, che hanno propugnato una "de-sorosizzazione" della pubblica opinione, e il polacco Jaroslaw Kaczynski, che ha affermato che i gruppi finanziati da Soros vogliono una "società senza identità", considerano molte delle ONG del gruppo come irritanti se non minacciose.